# 仁摩サンドミュージアム
仁摩サンドミュージアム（にまサンドミュージアム）は、島根県大田市仁摩町天河内にある砂の博物館。

## 施設
仁摩町には琴姫伝説で知られる「鳴り砂」のある琴ヶ浜があり、これを保存するには海浜を取り巻く環境を保全する必要があることから、日本全国さらに世界にアピールするために砂の博物館を建設することになった。博物館は1991年3月3日にオープンした。
大小6基の建物内で砂に関する様々な展示物を見学でき、世界最大の一年計砂時計「砂暦」（すなごよみ）は高さ約5メートルを誇る。
建物はガラス張りの大小6つのピラミッド群からなっており、仁摩町出身者である高松伸の設計によるものである。

### 仁摩サンドミュージアム
- タイムホール（一年計砂時計「砂暦」の展示のほか砂のオブジェの展示があり、「鳴り砂」についての詳細な解説がなされている。）
- AVホール
- アートギャラリー

### ふれあい交流館
仁摩サンドミュージアムの別館。砂時計やガラス製品のショップがあり、ガラス工芸体験ができる。
「鳴り砂」はガラスの原料になる石英が主体となっている。そのため「ふれあい交流館」にガラス工芸体験のコーナーが設置されている。1階の壁には、チェコの伝統工芸でもあるボヘミアガラスが展示されている。
- ガラス工房・展示コーナー
- 受付・案内・商品販売コーナー

## 世界最大の砂時計 砂暦（すなごよみ）
「砂暦（すなごよみ）」と名付けられた大砂時計で、1トンの砂を一年かけて落とす世界最大の砂時計である。全長5.2メートル、直径1メートルという容器を使い、1トンもの砂がわずか直径0.84ミリメートルのノズルから刻々と落ちている。
砂には、まず現地にある琴ヶ浜の砂が考えられたが、250µmと粒度が粗い性質で、これを使用すると何十トンの浜砂が必要となる。そこで最終的に山形県西置賜郡飯豊町の飯豊山地の地層内にある太古の鳴り砂が選定された。
砂は1秒間に0.032グラム、1時間に114グラム、1日にすると2740グラムが、コンピューター制御によって時を刻んでいる。砂暦は同志社大学名誉教授（粉体工学）であった故三輪茂雄氏が監修し、3年かけて完成した。費用の1億円は、ふるさと創生事業から拠出された。
砂時計は博物館オープン前の1991年1月1日にスタートした。式典に集まった旧・仁摩町民がロープによって反転させ動き始めており、以降も毎年大晦日に回転イベントが行われる。
オープン時よりギネス世界記録に登録はされていなかったが、書籍出版元の日本窓口からの打診を受け、2015年発行の「ギネス世界記録2016」に掲載された。
なお、2010年代に鳥取市の鳥取駅前に鳥取砂丘の砂を用いた日本最大の砂時計（全長6メートルの一時間計）を設置する計画が出たが、デザインにより賛否二分となり、砂に関わる別のテーマへ方針転換することになった。

## 時の祭典
毎年、12月31日から1月1日にかけて「時の祭典」が開かれており、一年計砂時計をロープで反転させるイベントが催されている。

## 博物館の歴史
- 旧・仁摩町のふるさと創生事業の一環として仁摩サンドミュージアムの構想が計画される。
- 1991年
  - 1月1日 - 一年計砂時計「砂暦」が始動。
  - 3月3日 - 仁摩サンドミュージアム開館。
- 2007年12月31日 - 『今すぐ使える豆知識 クイズ雑学王』の大晦日年越しSPで、2007年から2008年のカウントダウンをここの中継で行った。
- 2008年4月16日 - 東宝系の映画「砂時計」の公開を記念していきものがかりがミニライブを行った。
- 2015年5月16日 - 来館者200万人を達成。
- 2015年9月 - 一年計砂時計「砂暦」がギネス世界記録に登録される。

## 館内の様子

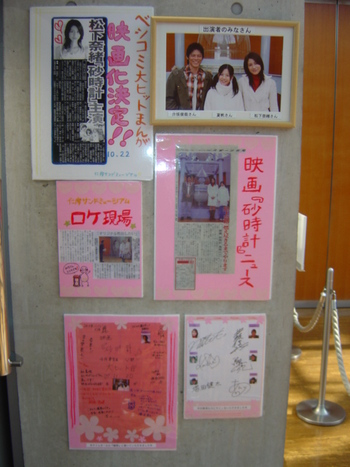
映画、ドラマ砂時計関連の展示品（2008年2月）
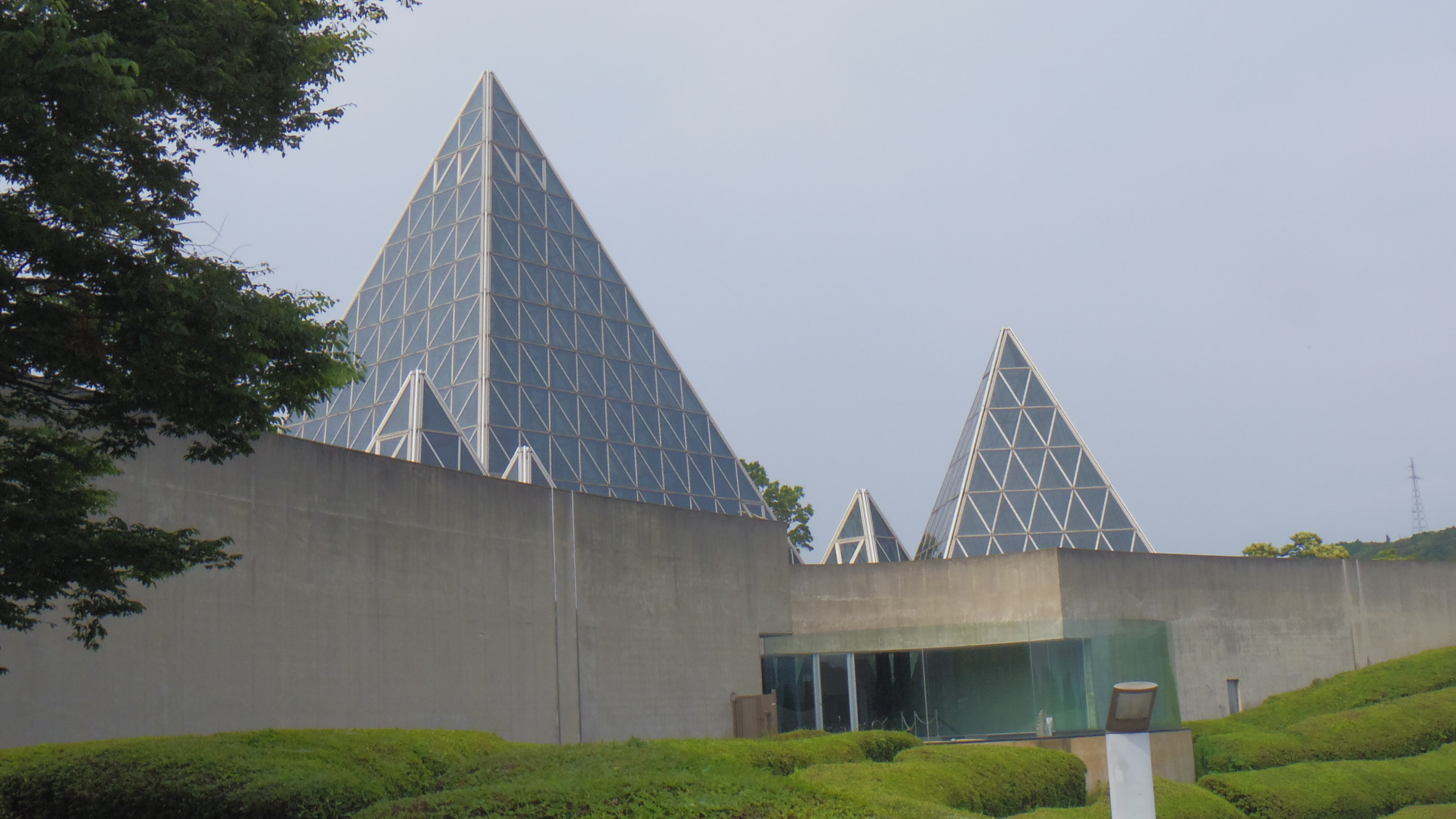
正面入り口
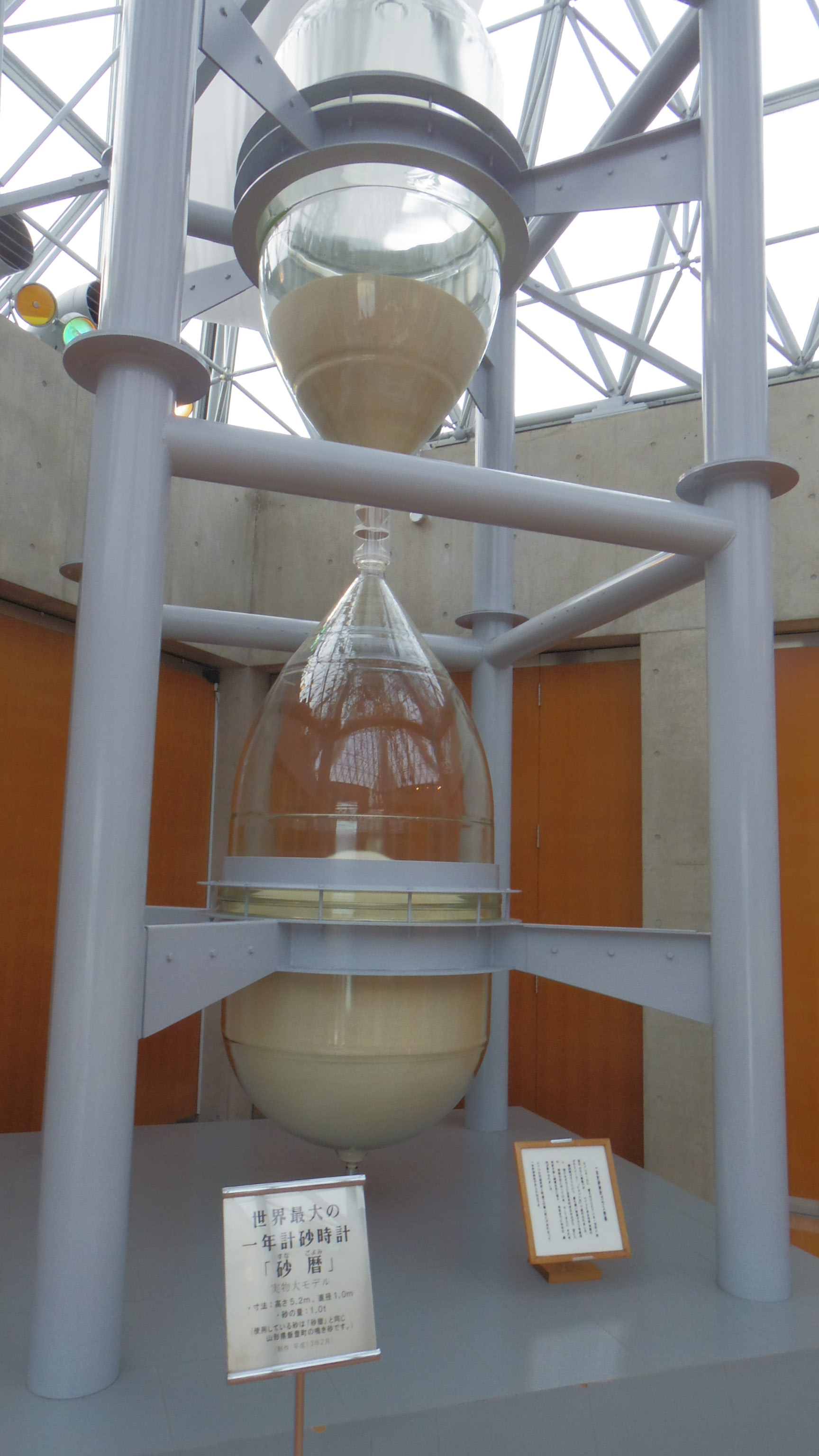
一年計砂時計「砂暦」

## アクセス
- JR仁万駅から徒歩で約10分
- 仁摩・石見銀山インターチェンジから車で５分